# Минецкое сельское поселение
Минецкое сельское поселение — упразднённое муниципальное образование в Хвойнинском муниципальном районе Новгородской области России.
Административный центр — село Минцы, расположено к востоку от Хвойной.
В марте 2020 года упразднено в связи с преобразованием муниципального района в муниципальный округ. Оно соответствует административно-территориальной единице Минецкое поселение Хвойнинского района.

## География
Территория поселения расположена на северо-востоке Новгородской области. По территории протекает река Песь.

## История
Минецкое сельское поселение было образовано законом Новгородской области от 17 января 2005 года № 396-ОЗ, Минецкое поселение — законом Новгородской области от 11 ноября 2005 года № 559-ОЗ.

## Население
| 2010 | 2012 | 2013 | 2014 | 2015 | 2016 | 2017 |
| ---- | ---- | ---- | ---- | ---- | ---- | ---- |
| 534  | ↘525 | ↘516 | ↘513 | ↘511 | →511 | ↘507 |

## Населённые пункты
В состав поселения входят 6 населённых пунктов.
| № | Населённый пункт | Тип населённого пункта | Население |
| - | ---------------- | ---------------------- | --------- |
| 1 | Воронское        | деревня                | ↘1        |
| 2 | Гришутино        | деревня                | →0        |
| 3 | Минцы            | село                   | ↘528      |
| 4 | Омошье           | деревня                | →5        |
| 5 | Паледи           | деревня                | ↘0        |
| 6 | Погорелка        | деревня                | ↘0        |